# 화성아이, 지구아빠
《화성아이, 지구아빠》(영어: Martian Child)은 2007년에 개봉한 미국의 코미디 드라마 영화이다.

## 출연진
- 존 큐색 - 데이비드 역
- 보비 콜먼 - 데니스 역
- 어맨다 피트 - 할리 역
- 소피 오커네이도 - 소피 역
- 조앤 큐색 - 리즈 역
- 올리버 플랫 - 제프 역
- 리처드 시프 - 레프커위츠 역
- 하워드 헤스먼 - 버그 의사 역
- 앤젤리카 휴스턴 - 티나 역

## 기타 제작진
- 총괄 제작: 토비 에머릭, 데이비드 제럴드

## 우리말 녹음
KBS 성우진 (2008년 12월 25일)
- 구자형 - 데이비드(존 큐색)
- 배정미 - 데니스(보비 콜먼)
- 오수경 - 할리(어맨다 피트)
- 유해무 - 제프(올리버 플랫)
- 임은정 - 티나(앤젤리카 휴스턴) / 에스터(테이아 캘리세토)
- 소연 - 리즈(조앤 큐색)
- 양정애 - 소피(소피 오커네이도)
- 최흘 - 의사(하워드 헤스먼)
- 이근욱 - 레프커위츠(리처드 시프)
- 정옥주 - 선생님(베벌리 브루어)
- 이규석 - 경찰(피터 브라이언트) / 야구 팬(사이먼 하야마)